# Університет Каліфорнії в Лос-Анджелесі
Університе́т Каліфо́рнії в Лос-А́нджелесі (англ. University of California, Los Angeles, UCLA) — державний університет, розташований у місті Лос-Анджелес у штаті Каліфорнія, США. Увійшов у систему державних університетів 1919 року, ставши другим кампусом загального призначення в системі Університету Каліфорнії.
Каліфорнійський університет у Лос-Анджелесі займає 25 місце в списку «Найкращі коледжі Америки — 2008: національні університети» (англ. America's Best Colleges 2008: National Universities), складеному виданням US News & World Report. Серед публічних університетів у США він займає третю позицію разом з Університетом Мічигану.

## Відомі випускники
- Іва Тогурі — американська радіоведуча японського походження, яка під час Другої світової війни працювала в англомовній редакції служби Токійського радіо.
- Едвард Хмара — американський актор, письменник і сценарист українського походження.